# Ryōhei Okazaki
Ryōhei Okazaki (岡﨑 亮平 Okazaki Ryōhei?, nacido el 25 de abril de 1992 en Atsugi, Kanagawa) es un futbolista japonés que se desempeña como defensa en el FC Ryukyu de la J2 League.

## Trayectoria

### Clubes
| Club                     | País  | Año         |
| ------------------------ | ----- | ----------- |
| Shonan Bellmare          | Japón | 2015 - 2018 |
| Roasso Kumamoto (cedido) | Japón | 2015        |
| FC Ryukyu                | Japón | 2019 -      |

## Estadística de carrera

### J. League
| Club            | Año   | J. League | J. League | Copa J. League | Copa J. League | Total | Total |
| Club            | Año   | Part.     | Goles     | Part.          | Goles          | Part. | Goles |
| --------------- | ----- | --------- | --------- | -------------- | -------------- | ----- | ----- |
| Shonan Bellmare | 2015  | 0         | 0         | 3              | 0              | 3     | 0     |
| Roasso Kumamoto | 2015  | 1         | 0         | -              | -              | 1     | 0     |
| Shonan Bellmare | 2016  | 1         | 0         | 1              | 0              | 2     | 0     |
| Shonan Bellmare | 2017  | 4         | 0         | -              | -              | 4     | 0     |
| Total           | Total | 6         | 0         | 4              | 0              | 10    | 0     |

## Palmarés

### Títulos nacionales
| Título         | Club            | País  | Año  |
| -------------- | --------------- | ----- | ---- |
| J2 League      | Shonan Bellmare | Japón | 2017 |
| Copa J. League | Shonan Bellmare | Japón | 2018 |